# Голмсдорф
Голмсдорф (њем. Golmsdorf) општина је у њемачкој савезној држави Тирингија. Једно је од 93 општинска средишта округа Зале-Холцланд. Према процјени из 2010. у општини је живјело 691 становника. Посједује регионалну шифру (AGS) 16074026.

## Географски и демографски подаци
Голмсдорф се налази у савезној држави Тирингија у округу Зале-Холцланд. Општина се налази на надморској висини од 240 метара. Површина општине износи 7,6 km². У самом мјесту је, према процјени из 2010. године, живјело 691 становника. Просјечна густина становништва износи 91 становника/km².